# Fagerhult, Högsby kommun
Fagerhult är en småort (före 2020 tätort) i Högsby kommun i Kalmar län, kyrkby i Fagerhults socken. 

## Historia
Fagerhult var slutstation för Mönsterås-Åseda Järnväg 1916–1963.

### Befolkningsutveckling
| Befolkningsutvecklingen i Fagerhult 1960–2015 | Befolkningsutvecklingen i Fagerhult 1960–2015 | Befolkningsutvecklingen i Fagerhult 1960–2015 | Befolkningsutvecklingen i Fagerhult 1960–2015 | Befolkningsutvecklingen i Fagerhult 1960–2015 |
| --------------------------------------------- | --------------------------------------------- | --------------------------------------------- | --------------------------------------------- | --------------------------------------------- |
|                                               |                                               |                                               |                                               |                                               |
| År                                            |                                               |                                               | Folkmängd                                     | Areal (ha)                                    |
| 1960                                          | 1960                                          |                                               | 413                                           |                                               |
| 1965                                          | 1965                                          |                                               | 384                                           |                                               |
| 1970                                          | 1970                                          |                                               | 379                                           |                                               |
| 1975                                          | 1975                                          |                                               | 328                                           |                                               |
| 1980                                          | 1980                                          |                                               | 338                                           |                                               |
| 1990                                          | 1990                                          |                                               | 313                                           | 78                                            |
| 1995                                          | 1995                                          |                                               | 291                                           | 78                                            |
| 2000                                          | 2000                                          |                                               | 250                                           | 78                                            |
| 2005                                          | 2005                                          |                                               | 235                                           | 78                                            |
| 2010                                          | 2010                                          |                                               | 229                                           | 77                                            |
| 2015                                          | 2015                                          |                                               | 219                                           | 86                                            |
|                                               |                                               |                                               |                                               |                                               |

## Samhället
I Fagerhult ligger Fagerhults kyrka.

## Evenemang
I juli månad varje år hålls Fagerhults marknad på orten, vilken lockar cirka 20 000 besökare.

## Personer med anknytning till orten
- Lennart Lauber, skådespelare och sångare
- Emrik Sandell, kompositör

## Galleri

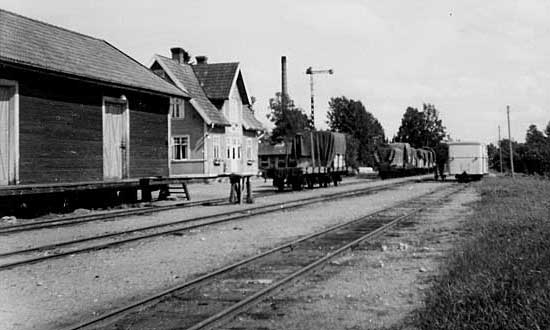
Fagerhults järnvägsstation, 1950-tal